# Félix (bande dessinée de Tillieux)
Pour les articles homonymes, voir Félix.
Félix est une série de bande dessinée policière créée en 1949 par Maurice Tillieux dans l'hebdomadaire belge Héroïc-Albums. Elle tire son nom de son personnage principal, le jeune détective Félix, que l'auteur a mis en scène dans 67 histoires de douze ou treize planches entre 1949 et 1956. Dans les numéros d’Héroïc-Albums sans épisode de Félix, les personnages principaux de la série apparaissaient dans le Programme non-stop, un ou deux strips préparant l'histoire suivante.
Par ses thématiques, sa construction, ses personnages et son humour, Félix annonce Gil Jourdan. Plus généralement, Tillieux a réutilisé certains scénarios de cette série pour alimenter ses créations ultérieures.

## Historique
Félix, lorsqu'il apparait dans le premier épisode La Turquoise creuse (Héroïc-Albums no 4 de 1949, 5e année du journal), n'est rien d'autre qu'un « aventurier sans le sou », avant de devenir rapidement un journaliste-détective. Il est dès le début accompagné d'un certain Fil-de-Zinc. Une association éphémère se formera avec l'arrivée d'Hyppofyse Ballotin dit Allume-Gaz dans le deuxième épisode, Les Ressuscités (HA no 12). Éphémère en effet, car Fil-de-Zinc disparait dès le cinquième épisode, Les Mésaventures de l'inspecteur Cabarez (HA no 30), au profit de l'inspecteur principal de la police chilienne, Alonzo Cabarez, qui devient le partenaire permanent de Félix et Allume-Gaz après se faire démettre de ses fonctions dans l'onzième épisode, De Curieux Cigares (HA no 4 de 1950). Le trio définitif ainsi formé (auquel s'adjoindra encore Linda dans les derniers épisodes) vécut soixante-sept histoires mêlant aventures et intrigues policières. Entre les différents épisodes constitués d'une douzaines de pages, dont certains se suivaient, Tillieux dessinait le « programme non-stop », série de petits strips destinés à faire patienter le lecteur. Les deux derniers épisodes sont La Résurrection du Potomac (HA no 24 de 1956) et L'Affaire des bijoux (HA no 46 de la même année). Série souvent noire et empreinte d'une violence certaine pour une bande dessinée des années 1950 (Héroic-Albums se voulait destiné à un public plus âgé que le reste des illustrés de son époque), elle dut pour cela affronter plusieurs fois la censure française très stricte à l'époque sur les publications destinées à la jeunesse.

### Reprises des scénarios de Félix
François Walthéry remontera (en rajoutant ou modifiant certaines cases) l'histoire des deux derniers épisodes de Félix, en un album de 44 pages paru dans la collection Péchés de jeunesse des éditions Dupuis.
Maurice Tillieux lui-même réadapte certains scénarios de Félix pour d'autres séries, à commencer par Gil Jourdan dont les trois héros constituent les descendants directs de Félix, Allume-Gaz et Cabarez. Les intrigues imaginées pour Félix fournissent également plusieurs épisodes de la série Jess Long, dessinée par Arthur Piroton, quelques aventures de Tif et Tondu, pour Will, et deux aventures de Natacha, pour Walthéry.
L'épisode Contrebande (HA no 46) voit la première apparition du personnage de Marc Jaguar.

## Histoires
Les aventures de Félix furent tout d'abord publiées dans le journal Heroïc-Albums. Tillieux reprit par la suite de nombreux scénarios de Félix et les adapta pour ses autres séries. Greg reprit (plagia ?) également les scénarios de « Cette sacrée publicité » et de « Félix cambrioleur » pour ses propres histoires « Une étoile a disparu » et « Le défi de l'invisible », respectivement. À noter que l'épisode 37 (Le rire qui tue) est lui-même une adaptation d'un récit antérieur de Tillieux nommé Les Débrouillards paru dans le magazine Bimbo vers 1944-1945.
|     | Titre                                           | année (no ) HA | Série de la reprise        | Titre de la reprise                             | Année de la reprise | Scénariste repreneur (si pas Tillieux) |
| --- | ----------------------------------------------- | -------------- | -------------------------- | ----------------------------------------------- | ------------------- | -------------------------------------- |
| 1   | La Turquoise creuse                             | 1949 (4)       |                            |                                                 |                     |                                        |
| 2   | Les Ressuscités                                 | 1949 (12)      | Tif et Tondu               | Les Ressuscités                                 | 1971                |                                        |
| 3   | Le Gouffre de Kelgaf                            | 1949 (14)      | Tif et Tondu               | Les Ressuscités                                 | 1971                |                                        |
| 4   | Aventure au Chili                               | 1949 (25)      |                            |                                                 |                     |                                        |
| 5   | Les Mésaventures de l'inspecteur Cabarez        | 1949 (30)      |                            |                                                 |                     |                                        |
| 6   | Trafic de coco                                  | 1949 (34)      | Gil Jourdan                | Popaïne et vieux tableaux                       | 1959                |                                        |
| 7   | Trois petits messieurs                          | 1949 (38)      |                            |                                                 |                     |                                        |
| 8   | Félix contre Yen                                | 1949 (42)      | Gil Jourdan                | La Poursuite.                                   | 1963                |                                        |
| 9   | Fausse monnaie                                  | 1949 (46)      | Tif et Tondu               | Les Ressuscités                                 | 1971                |                                        |
| 10  | Zero El Grande                                  | 1949 (51)      |                            |                                                 |                     |                                        |
| 11  | De curieux cigares                              | 1950 (4)       | Ange Signe                 | Aventures aux Amériques,                        | 1963-4              |                                        |
| 12  | Félix au Honduras                               | 1950 (6)       | Ange Signe                 | Aventures aux Amériques                         | 1963-4              |                                        |
| 13  | Drôle d'engin                                   | 1950 (10)      |                            |                                                 |                     |                                        |
| 14  | Les Chasses de Cabarez                          | 1950 (18)      |                            |                                                 |                     |                                        |
| 15  | Le Tueur fantôme                                | 1950 (24)      | Jess Long                  | La Piste sanglante                              | 1978                |                                        |
| 16  | Formule Z                                       | 1950 (29)      | Ange Signe                 | Formule Z                                       | 1965                |                                        |
| 17  | Parallèle 22                                    | 1950 (34)      | Gil Jourdan                | Le Chinois à 2 roues                            | 1967                |                                        |
| 18  | Au pays du matin calme                          | 1950 (46)      | Gil Jourdan                | La Guerre en caleçon                            | 1966                |                                        |
| 19  | Une Tête doit tomber                            | 1951 (14)      | Ange Signe                 | L'Affaire Durand                                | 1965                |                                        |
| 20  | Continentale                                    | 1951 (16)      |                            |                                                 |                     |                                        |
| 21  | La Liste n°3                                    | 1951 (24)      | Ange Signe                 | La Liste                                        | 1965                |                                        |
| 22  | Félix enseigne le judo                          | 1951 (28)      | Natacha                    | L'Ange blond                                    | 1994                |                                        |
| 22  | Félix enseigne le judo                          | 1951 (28)      | Ange Signe                 | Professeur de judo                              | 1965                |                                        |
| 23  | Cette sacrée publicité                          | 1951 (34)      | Rock Derby                 | Une étoile a disparu                            | 1961                |                                        |
| 23  | Cette sacrée publicité                          | 1951 (34)      | Ange Signe                 | Cette sacrée publicité                          | 1966                |                                        |
| 24  | La Momie mène la danse                          | 1951 (38)      | Jess Long                  | Les Masques de mort                             | 1973                |                                        |
| 24  | La Momie mène la danse                          | 1951 (38)      | Ange Signe                 | Ange Signe et les chats                         | 1965-6              |                                        |
| 25  | N'y touchez pas, il est maudit                  | 1951 (42)      |                            |                                                 |                     |                                        |
| 26  | L'Homme invisible                               | 1951 (46)      | Ange Signe                 | L'Homme invisible                               | 1966                |                                        |
| 27  | Le Tumulus                                      | 1951 (50)      | Ange Signe                 | Le Tumulus                                      | 1966                |                                        |
| 28  | Félix n'est pas rentré                          | 1952 (3)       |                            |                                                 |                     |                                        |
| 29  | Cent dollars le rêve                            | 1952 (8)       |                            |                                                 |                     |                                        |
| 30  | On liquide                                      | 1952 (12)      |                            |                                                 |                     |                                        |
| 31  | L'Étrange Mister Queen                          | 1952 (16)      |                            |                                                 |                     |                                        |
| 32  | Un squelette très riche                         | 1952 (22)      |                            |                                                 |                     |                                        |
| 33  | Pop corn et les diamants                        | 1952 (30)      |                            |                                                 |                     |                                        |
| 34  | Un Mystérieux Colis                             | 1952 (32)      |                            |                                                 |                     |                                        |
| 35  | Une combine au poil                             | 1952 (36)      |                            |                                                 |                     |                                        |
| 36  | L'Île du diable                                 | 1952 (44)      |                            |                                                 |                     |                                        |
| 37  | Le Rire qui tue                                 | 1952 (48)      | Bison et Ouistiti          | Le Mystère est au sous-sol                      | 1957                | Michel Greg                            |
| 38  | Le Mort vivant                                  | 1952 (50)      | Ange Signe                 | Aventures aux Amériques                         | 1963-4              |                                        |
| 38  | Le Mort vivant                                  | 1952 (50)      | Jess Long                  | La piste sanglante                              | 1978                |                                        |
| 39  | Félix cambrioleur                               | 1953 (4)       |                            |                                                 |                     |                                        |
| 40  | Félix contre le Mandragore                      | 1953 (10)      |                            |                                                 |                     |                                        |
| 41  | Affaire classée                                 | 1953 (14)      |                            |                                                 |                     |                                        |
| 42  | La Grotte hantée                                | 1953 (18)      | Ange Signe                 | La Grotte au démon vert                         | 1958                |                                        |
| 42  | La Grotte hantée                                | 1953 (18)      | Jess Long                  | La Grotte aux crabes                            | 1975                |                                        |
| 42  | La Grotte hantée                                | 1953 (18)      | Chick Bill                 | La Peur bleue                                   | 1982                | Michel Greg                            |
| 43  | 50° sous zéro                                   | 1953 (22)      | Gil Jourdan                | Chaud et froid                                  | 1967                |                                        |
| 44  | L'Argent qui est au fond                        | 1953 (26)      |                            |                                                 |                     |                                        |
| 45  | Le Souffle du diable                            | 1953 (32)      | Gil Jourdan                | Le Grand souffle                                | 1968                |                                        |
| 45  | Le Souffle du diable                            | 1953 (32)      | Ange Signe                 | Le Souffle du diable                            | 1961-2              |                                        |
| 46  | Sabotage                                        | 1953 (38)      | Gil Jourdan                | Le Grand souffle                                | 1968                |                                        |
| 46  | Sabotage                                        | 1953 (38)      | Ange Signe                 | Le Souffle du diable                            | 1961-2              |                                        |
| 47  | Contrebande                                     | 1953 (46)      |                            |                                                 |                     |                                        |
| 48  | Le Roi et le Colonel                            | 1953 (52)      | Natacha                    | Un trône pour Natacha                           | 1974                |                                        |
| 48  | Le Roi et le colonel                            | 1953 (52)      | Ange Signe                 | Le Roi et le Colonel                            | 1963                |                                        |
| 49  | On roule sur l'or                               | 1954 (4)       | Natacha                    | Un trône pour Natacha                           | 1974                |                                        |
| 49  | On roule sur l'or                               | 1954 (4)       | Ange Signe                 | Le Roi et le Colonel                            | 1963                |                                        |
| 50  | Les Trois croix                                 | 1954 (8)       | Ange Signe                 | Les Trois croix                                 | 1960-1              |                                        |
| 50  | Les Trois croix                                 | 1954 (8)       | M.Bouchu                   | Le Dernier assyrien                             | 1967                | Francis                                |
| 50  | Les Trois croix                                 | 1954 (8)       | Natacha                    | Le Treizième apôtre                             | 1976                |                                        |
| 51  | La Terre tremble                                | 1954 (14)      | Ange Signe                 | Les Trois croix                                 | 1960-1              |                                        |
| 51  | La Terre tremble                                | 1954 (14)      | M.Bouchu                   | Le Dernier assyrien                             | 1967                | Francis                                |
| 51  | La Terre tremble                                | 1954 (14)      | Natacha                    | Le Treizième Apôtre                             | 1976                |                                        |
| 52  | Drôles de sandwich !                            | 1954 (20)      | Gil Jourdan                | Pâtée explosive                                 | 1969                |                                        |
| 53  | La Disparition de M. Noble                      | 1954 (26)      | nouvelle pour Gag de poche | Les momies de Saint-Sulpice                     | 1965                |                                        |
| 54  | Les Yeux dans le dos                            | 1954 (28)      |                            |                                                 |                     |                                        |
| 55  | Le Lac de l'ours                                | 1954 (40)      | Natacha                    | L'Ange blond                                    | 1994                |                                        |
| 55  | Le Lac de l'ours                                | 1954 (40)      | Ange Signe                 | Le Lac de l'ours                                | 1961                |                                        |
| 56  | L'Objet                                         | 1954 (44)      |                            |                                                 |                     |                                        |
| 57  | Le Fourgon n°13                                 | 1954 (50)      |                            |                                                 |                     |                                        |
| 58  | En appuyant sur la gâchette                     | 1955 (4)       |                            |                                                 |                     |                                        |
| 58b | Le Dernier Chargeur                             | 1955 (10 à 12) |                            |                                                 |                     |                                        |
| 59  | Le Mort plaisante                               | 1955 (12)      |                            |                                                 |                     |                                        |
| 60  | Neuf ! Dix ! Out !... La mort monte sur le ring | 1955 (24)      | Jess Long                  | K.O. pour l'éternité                            | 1971                |                                        |
| 60  | Neuf ! Dix ! Out !... La mort monte sur le ring | 1955 (24)      | Ange Signe                 | Neuf ! Dix ! Out !... La mort monte sur le ring | 1961                |                                        |
| 61  | Le Phare de la mort                             | 1955 (24)      | Tif et Tondu               | Le Roc maudit,                                  | 1970                |                                        |
| 61  | Le Phare de la mort                             | 1955 (24)      | Ange Signe                 | Le Phare de la mort                             | 1961                |                                        |
| 62  | Le Cinquième cadavre                            | 1955 (38)      | Tif et Tondu               | Le Roc maudit                                   | 1970                |                                        |
| 62  | Le Cinquième cadavre                            | 1955 (38)      | Ange Signe                 | Le Phare de la mort                             | 1961                |                                        |
| 63  | Les Chevaliers de l'apocalypse                  | 1955 (6)       | Tif et Tondu               | Un Plan démoniaque,                             | 1973                |                                        |
| 63  | Les Chevaliers de l'apocalypse                  | 1955 (6)       | Ange Signe                 | Les Chevaliers de l'apocalypse                  | 1962-3              |                                        |
| 64  | On a volé des cerveaux                          | 1956 (10)      | Tif et Tondu               | Un Plan démoniaque                              | 1973                |                                        |
| 64  | On a volé des cerveaux                          | 1956 (10)      | Ange Signe                 | Les Chevaliers de l'apocalypse                  | 1962-3              |                                        |
| 65  | L'Effroyable armée                              | 1956 (16)      | Tif et Tondu               | Un Plan démoniaque                              | 1973                |                                        |
| 65  | L'Effroyable armée                              | 1956 (16)      | Ange Signe                 | Les Chevaliers de l'apocalypse                  | 1962-3              |                                        |
| 66  | La Résurrection du Potomac                      | 1956 (24)      | Ange Signe                 | La Résurrection du Potomac,                     | 1961                |                                        |
| 67  | L'Affaire des bijoux                            | 1956 (46)      |                            |                                                 |                     |                                        |

Notons que l'histoire no 20, Continentale, est une reprise complète de la première des deux aventures de Achille et Boule-de-Gomme et que la deuxième fournit les gags pour l'histoire no 23, Cette sacrée publicité,.
Le scénario de Cette sacrée publicité fut repris par Greg pour son épisode de Rock Derby sans l'accord préalable de Tillieux, qui exigea par la suite que son nom figurât à la fin de l'histoire.

### Albums reprenant les histoires de Félix
Les soixante-sept histoires de Félix pré-publiées dans Héroïc-Albums de 1949 à 1956 ont connu divers éditeurs et diverses éditions. Pour l'instant, aucune édition intégrale chronologique complète n'a été menée à terme. Sauf mention contraire, les différents albums et intégrales sont en noir et blanc.
Première tentative d'édition.
- Félix, Édition des Bogards, 1968, reprend les histoires 52 à 54 et 56 à 58.
- Félix 2, RTP, 1973 (présentation en ligne), reprend les histoires 8, 24, 25 et 29 à 31.

Première édition de Michel Deligne
- Les aventures de Félix, Deligne (no 1), 1977, 136 p. (présentation en ligne), reprend les histoires 27, 34, 38 et 40 à 46.
- Les aventures de Félix, Deligne (no 2), 1977, 135 p. (présentation en ligne), reprend les histoires 50 à 52, 55 et 60 à 65.
- Les aventures de Félix, Deligne (no 3), 1978, 148 p. (présentation en ligne), reprend les histoires 1 à 12.
- Les aventures de Félix, Deligne (no 4), 1978, 136 p. (présentation en ligne), reprend les histoires 24 à 26, 29 à 33 et 35 à 37.
- Les aventures de Félix, Deligne (no 5), 1978, 144 p. (présentation en ligne), reprend les histoires 13, 14, 16 à 18, 23, 39, 44, 53, 54, 56 et 57.
- Les aventures de Félix, Deligne (no 6), 1979 (présentation en ligne), reprend les histoires 15, 19, 20 à 22, 28, 57, 58, 58b, 59, 66 et 67.

Dupuis, collection Péché de jeunesse
Version colorisée.
- François Walthéry (Adaptation et Couverture), L'affaire des bijoux, Marcinelle/Paris/Montréal, Dupuis, coll. « Péché de Jeunesse », 1981, 44 p. (ISBN 2-8001-0770-7, présentation en ligne), montage des 66 et 67.

Repris dans l'intégrale Trois détectives, Charleroi/Paris, Dupuis, coll. « Tout Gil Jourdan », 1987, 160 p. (ISBN 2-8001-1504-1, présentation en ligne) qui reprend également l'histoire 47.
Édition Michel Deligne et Dupuis
Version colorisée.
- Les Ressuscités, Deligne (no 1), 1981, 41 p. (présentation en ligne), reprend les histoires 1 à 3.
- Trafic de coco, Deligne (no 2), 1982, 44 p. (présentation en ligne), reprend les histoires 4 à 6.
- Trois petits messieurs, Deligne (no 3), 1982, 36 p. (présentation en ligne), reprend les histoires 7 à 9.
- De Curieux cigares, Deligne (no 4), 1986, 39 p. (présentation en ligne), reprend les histoires 10 à 12.
- Vittorio Léonardo (couleurs) (préf. M. Archive), Le Tueur fantôme, Marcinelle/Paris/Montréal, Dupuis (no 5), 1986, 46 p. (ISBN 2-8001-1324-3, présentation en ligne), reprend les histoires 13 à 15.
- Au pays du matin calme  (préf. Thierry Martens), Marcinelle/Paris/Montréal, Dupuis (no 6), 1986, 48 p. (ISBN 2-8001-1325-1, présentation en ligne), reprend les histoires 16 à 18.
- La liste n°3  (préf. Thierry Martens), Marcinelle/Paris/Montréal, Dupuis (no 7), 1987, 48 p. (ISBN 2-8001-1418-5, présentation en ligne), reprend les histoires 19 à 21.
- La Momie mène la danse  (préf. Thierry Martens), Charleroi/Paris, Dupuis (no 8), 1987, 44 p. (ISBN 2-8001-1488-6, présentation en ligne), reprend les histoires 22 à 24.

Édition intégrale Niffle
- L'intégrale / 5, Bruxelles, Niffle, coll. « Anthology », 2004, 115 p. (ISBN 2-87393-053-5, présentation en ligne), reprend les histoires 42 à 49.
- L'intégrale / 6, Bruxelles, Niffle, coll. « Anthology », 2003, 115 p. (ISBN 2-87393-053-5, présentation en ligne), reprend les histoires 50 à 58
- L'intégrale / 7, Bruxelles, Niffle, coll. « Anthology », 2002, 115 p. (ISBN 2-87393-053-5, présentation en ligne), reprend les histoires 59 à 6
- Les intégrales 1 à 4 n'ont pas été publiées.

Intégrale Félix des Éditions de l'Élan
- Intégrale Félix Tome 1  (reprend les histoires 1 à 6), Éditions de l'Élan, 2017, 136 p. (ISBN 978-2-9601859-2-8, présentation en ligne).
- Intégrale Félix Tome 2  (reprend les histoires 7 à 12), Éditions de l'Élan, 2017, 134 p. (ISBN 978-2-9601859-3-5, présentation en ligne).
- Intégrale Félix Tome 3  (reprend les histoires 13 à 18), Éditions de l'Élan, 2018, 144 p. (ISBN 978-2-9601859-4-2, présentation en ligne)
- Intégrale Félix Tome 4  (reprend les histoires 19 à 24), Éditions de l'Élan, 2018, 136 p. (ISBN 978-2-9601859-5-9, présentation en ligne).
- Intégrale Félix Tome 5  (reprend les histoires 25 à 30), Éditions de l'Élan, 2015, 136 p. (ISBN 978-2-9601113-7-8, présentation en ligne).
- Intégrale Félix Tome 6  (reprend les histoires 31 à 36), Éditions de l'Élan, 2016, 136 p. (ISBN 978-2-9601859-0-4, présentation en ligne),.
- Intégrale Félix Tome 7  (reprend les histoires 37 à 42), Éditions de l'Élan, 2016, 136 p. (ISBN 978-2-9601859-1-1, présentation en ligne).
- Intégrale Félix Tome 8  (reprend les histoires 43 à 48), Éditions de l'Élan, 2019, 136 p. (ISBN 978-2-9601859-7-3, présentation en ligne).
- Intégrale Félix Tome 9  (reprend les histoires 49 à 54), Éditions de l'Élan, 2019, 144 p. (ISBN 978-2-9601859-8-0, présentation en ligne).
- Intégrale Félix Tome 10  (reprend les histoires 55 à 60), Éditions de l'Élan, 2020, 160 p. (ISBN 978-2-9310720-0-4, présentation en ligne).
- Intégrale Félix Tome 11  (reprend les histoires 61 à 67), Éditions de l'Élan, 2020, 192 p. (ISBN 978-2-9310720-1-1, présentation en ligne).

### Ouvrages
- Olivier Maltret et al., Dossier Tillieux, coll. « DBD » (no 10), 2001, 96 p. (présentation en ligne)
- Maurice Tillieux (scénario), Stephen Desberg (scénario), Will (dessin) et Didier Pasamonik (dossier introductif) (préf. Patrick Pinchart), Enquêtes mystérieuses, Bruxelles/Paris, Dupuis, coll. « Tif et Tondu, Les Intégrales Dupuis », 2010, 156 p. (ISBN 978-2-8001-4729-1, présentation en ligne)
- Maurice Tillieux (scénario et dessin), François Walthéry (couverture) et Daniel Depessemier (dossier historique), La Grotte au démon vert, Waterloo, Editions de l'Elan, coll. « Ange Signe » (no 1), 2008, 76 p. (présentation en ligne)
- Maurice Tillieux (scénario et dessin), François Walthéry (couverture) et Daniel Depessemier (dossier historique), La résurrection du Potomac, Waterloo, Editions de l'Elan, coll. « Ange Signe » (no 2), 2011, 96 p. (présentation en ligne)
- Maurice Tillieux (scénario), Francis (Dessin) et François Walthéry (couverture), Le Dernier assyrien, Oufti, les amis de François Walthéry, coll. « Les aventures de M. Bouchu », 2021 (présentation en ligne).